# Новосёлковский сельский округ (Чеховский район)
Новосёлковский сельский округ — упразднённая административно-территориальная единица, существовавшая на территории Чеховского района Московской области в 1994—2004 годах.
Новосёлковский сельсовет был образован в первые годы советской власти. По данным 1921 года он входил в состав Лопасненской волости Серпуховского уезда Московской губернии.
В 1926 году Новосёлковский с/с включал сёла Новоселки и Чудиново, а также 4 хутора.
В 1929 году Новосёлковский с/с был отнесён к Лопасненскому району Серпуховского округа Московской области.
14 июня 1954 года к Новосёлковскому с/с были присоединены Васькинский и Крюковский с/с.
22 июня 1954 года из Баранцевского с/с в Новосёлковский было передано селение Бершово.
15 июля 1954 года Лопасненский район был переименован в Чеховский район.
15 апреля 1959 года из Новосёлковского с/с в Баранцевский были переданы селения Бершово и Мелихово.
3 июня 1959 года Чеховский район был упразднён и Новосёлковский с/с отошёл к Серпуховскому району.
20 августа 1960 года из Кулаковского с/с в Новосёлковский были переданы селения Кузьмино-Фильчаково, Люторецкое и Солнышково.
1 февраля 1963 года Серпуховский район был упразднён и Новосёлковский с/с вошёл в Ленинский сельский район. 11 января 1965 года Новосёлковский с/с был возвращён в восстановленный Чеховский район.
3 февраля 1994 года Новосёлковский с/с был преобразован в Новосёлковский сельский округ.
2 июля 2004 года Новосёлковский с/о был упразднён, а его территория передана в Баранцевский сельский округ.